# Política de Timor Oriental
Timor Oriental recibió la independencia en dos ocasiones. Una, el 28 de noviembre de 1975, pero Indonesia ocupó el recién nacido país hasta 2002. En ese año, el día 20 de mayo, Timor Oriental se convertía, tras años de opresión por parte del gobierno totalitario del general indonesio Suharto, se constituía la República Democrática de Timor Oriental. Se designaron como presidente a Xanana Gusmão y como primer ministro a Mari Alkatiri. En mayo de 2006 tuvo lugar un intento de golpe de Estado en el país, principalmente en la capital, Dili.
Tras esto, Mari Alkatiri dimitió a finales de junio de 2006. Según algunas fuentes, Alkatiri dimitió para que no lo hiciera el presidente del país Xanana Gusmão. El partido político que gobierna desde 2002 es el socialdemócrata FRETILIN.
En las elecciones del 16 de abril de 2012, fue elegido presidente José Maria de Vasconcelos, conocido por su nombre de guerra Taur Matan Ruak (Osso Huna, Baguia, distrito Baucau, 10 de octubre de 1956. Quien fue el candidato más votado con el 60,85 % de los votos, electo así nuevo presidente.